# 이채 (1745년)
이채(李采, 1745년 2월 23일(음력 1월 23일)~1820년 11월 18일(음력 10월 13일))는 조선의 문신이다. 본관은 우봉(牛峯) 자는 계량(季亮), 호는 화천(華泉)이다.
조부는 도암(陶菴) 이재(李縡, 1680~1746), 아버지는 사간원대사간(司諫院大司諫)을 지낸 이제원(李濟遠, 1709~1752)이며, 어머니 풍산 홍씨(豐山洪氏)는 동지돈녕부사(同知敦寧府事) 홍중복(洪重福, 1670~?)의 딸인데 영안위(永安尉) 홍주원(洪柱元, 1606~1672)의 증손녀가 된다. 다섯째아들로 태어났다.
독학실행(篤學實行)으로 특별히 의정부좌찬성(議政府左贊成)을 증직받고 시호는 문경(文敬)이다.

## 생애
1774년(영조 50) 진사시에 합격하고, 이듬해 휘령전(徽寧殿) 참봉에 제수되었다. 그 뒤 사헌부·호조·형조의 벼슬을 거쳐 돈녕부주부를 지냈다. 음죽현감이 되었을 때 무고로 벼슬을 그만두고 귀향하여 학문에 전념하였다.
1790년(정조 14) 다시 벼슬에 올라 홍릉령(弘陵令), 지례현감, 선산부사, 상주·충주·황주의 목사, 익위사의 위수·사어 등의 관직을 거쳐 호조참판, 한성좌우윤 및 동지중추부사를 지냈다. 시호는 문경(文敬)이다.

## 저서
- 『화천집』 16권 8책

## 가족
- 5대조 : 이유겸(李有謙, 1586~1663) - 장례원판결사(掌隷院判決事), 호조참의(戶曹參議).
- 5대조모 : 파평 윤씨(坡平尹氏) - 윤홍유(尹弘裕)의 딸
  - 고조 : 이숙(李䎘, 1626~1688) - 1648년 진사, 1655년 문과, 우의정. 시호는 충헌(忠獻).
  - 고조모 : 반남 박씨(潘南朴氏) - 첨지중추부사 박호(朴濠, 1586~?)의 딸. 1609년 진사.
    - 증조 : 이만창(李晩昌, 1654~?) - 1675년 진사.
    - 증조모 : 여흥 민씨(驪興閔氏) - 인현왕후(仁顯王后)의 언니. 여양부원군(驪陽府院君) 민유중(閔維重, 1630~1687)의 딸. 1648년 진사, 1650년 문과, 시호는 문정(文貞).
      - 조 : 이재(李縡, 1680~1746) - 1702년·1707년 문과. 호는 도암(陶菴). 대제학. 시호는 문정(文正).
      - 조모 : 남양 홍씨(南陽洪氏[唐]) - 상의원첨정(尙衣院僉正) 홍우현(洪禹賢, 1654~?)의 딸. 1682년 진사.
        - 아버지 : 이제원(李濟遠, 1709~1752) - 1736년 문과, 사간원대사간(司諫院大司諫).
        - 어머니 : 풍산 홍씨(豐山洪氏) - 동지돈녕부사(同知敦寧府事) 홍중복(洪重福, 1670~?)의 딸. 1699년 진사. 영안위(永安尉) 홍주원(洪柱元, 1606~1672)의 손자.
          - 부인 : 양주조씨(楊州趙氏) - 이조참판 조영순(趙榮順, 1725~1775)의 딸. 1751년 문과 급제.
            - 아들 : 이광문(李光文, 1778~1838) - 1801년 진사, 1807년 문과. 이조판서. 시호는 문간(文簡).
            - 며느리 : 창원황씨(昌原黃氏) - 연천현감(漣川縣監) 황재정(黃載鼎)의 딸.
              - 손자 : 이도(李壔, 1801~?) - 1828년 진사, 현령(縣令)
                - 증손자 : 이호선 (李鎬善, 1836~?) - 1858년 진사. 생부는 이우(李㘾).

              - 손자 : 이후(李𡎋, 1802~?) - 1831년 진사. 이광헌(李光憲)의 양자가 됨.
              - 손자 : 이준(李埈)
                - 증손자 : 이호규(李鎬圭) - 통덕랑(通德郞)

              - 손자 : 이우(李㘾, 1807~?) - 1834년 생원, 1835년 문과. 판돈녕부사(判敦寧府事). 시호는 문정(文貞).
              - 손부 : 여흥 민씨(驪興閔氏, 1807~1886) - 감찰(監察) 민치은(閔致殷, 1776~?)의 딸.
                - 증손자 : 이호선 (李鎬善, 1836~?). 이도(李壔)의 양자가 됨.
                - 증손자 : 이호성(李鎬性, 1842~?) - 1864년 진사, 1888년 문과. 시강원첨사(侍講院詹事).

              - 손자 : 이희(李{土喜}, 1810~?) - 1846년 진사
              - 손부 : 홍씨(洪氏) - 홍직(洪稷)의 딸
                - 증손자 : 이호익(李鎬翼, 1844~?) - 1871년 문과. 영희전제조(永禧殿提調)·

              - 손녀사위 : 한정교(韓正敎, 1810~1875) - 1844년 문과, 판의금부사(判義禁府事). 시호는 효정(孝靖).
              - 손녀사위 : 홍용주(洪用周, 1824~?) - 영월도호부사(寧越都護府使)
              - 손녀사위 : 김인근(金寅根, 1817~?) - 1840년 생원, 돈녕부도정(敦寧府都正)
              - 서손 : 이완(李垸)

            - 아들 : 이휘정(李輝正, 1780~1850) - 초명은 이광정(李光正). 1807년 진사, 1813년 문과, 형 이화(李禾)의 양자가 됨.
            - 사위 : 황기찬(黃基瓚, 1775~?) - 1801년 진사
            - 사위 : 박제현(朴齊賢)
            - 사위 : 김병규(金炳珪)
            - 서자 : 이광시(李光始)
              - 계손자(양자) : 이관(李𡒵, 1860~?) - 선략장군(宣略將軍) 용양위부사과(龍驤衛副司果)
                - 증손자 : 이호달(李鎬達, 1860~?) - 1885년 생원.

            - 서자 : 이광세(李光世)
            - 서녀사위 : 김예순(金藝淳)

          - 형 : 이목(李木)
          - 형수 : 안동김씨(安東金氏[新]) - 김문행(金文行, 1701~1754)의 딸. 1727년 진사, 1746년 문과, 사간원대사간(司諫院大司諫).
            - 조카(양자) : 이광헌(李光憲, 1764~?) - 1795년 생원, 1814년 문과. 이조참판(吏曹參判). 생부는 이화(李禾).
              - 종손(양자) : 이후(李𡎋, 1802~?) - 1831년 진사. 생부는 이광문(李光文).
                - 증손자(양자) : 이호병(李鎬秉) - 생부는 이돈(李墩)

          - 형 : 이화(李禾) - 상주목사(尙州牧使)
          - 형수 : 동래정씨(東萊鄭氏) - 정홍상(鄭弘祥, 1700~1729)의 딸. 1726년 생원·진사, 1727년 문과, 부수찬(副修撰)
            - 조카 : 이광헌(李光憲) - 형 이목(李木)의 양자가 됨.
            - 조카(양자) : 이휘정(李輝正, 1780~1850) - 초명은 이광정(李光正). 1807년 진사, 1813년 문과, 이조판서(吏曹判書).
            - 조카며느리 : 임천조씨(林川趙氏) - 조학운(趙學雲)의 딸.
              - 손자 : 이돈(李墩, 1797~?) - 1831년 진사, 1834년 문과. 예문관검열(藝文館檢閱).
                - 증손자 : 이호영 (李鎬永)
                - 증손자 : 이호병(李鎬秉) - 이후(李𡎋)의 양자가 됨
                - 증손녀서 : 김학근(金鶴根, 1826~?) - 1853년 문과, 동지중추원사(同知中樞院使)

              - 손자 : 이경(李{土敬}, 1804~?) - 1825년 진사. 임실현감(任實縣監).
                - 증손자 : 이호명(李鎬命, 1828~?) - 1848년 진사

              - 손자 : 이정(李{土政}, 1806~?) - 1840년 진사, 영해부사(寧海府使). 시호는 충민(忠愍)
                - 증손자 : 이호석(李鎬奭, 1854~?) - 1885년 문과, 영희전제조(永禧殿提調)

              - 손자 : 이민(李{土敏}, 1808~?) - 1843년 문과, 참판(參判).
                - 증손자 : 이호찬 (李鎬瓚)

              - 손녀사위 : 윤치정(尹致定, 1800~1865) - 1829년 문과, 이조판서(吏曹判書). 시호는 문청(文淸).
              - 손녀사위 : 송정희(宋正煕, 1802~1881) - 1834년 진사, 파주목사(坡州牧使).
              - 손녀사위 : 김영수(金英秀, 1809~?) - 1837년 문과, 승지(承旨).
              - 서손녀사위 : 조병검(趙秉儉, 1819~?) - 1849년 진사, 부평부사(富平府使).
              - 서손녀사위 : 박명하(朴鳴夏, 1825~?) - 1848년 무과, 평해군수(平海郡守).

          - 형 : 이뢰(李耒, 1733~1756) - 명릉참봉(明陵參奉), 이조참판(吏曹參判)을 증직. 이명빈(李命彬)의 양자가 됨.
          - 형수 : 해평윤씨(海平尹氏, 1732~1809) - 홍문관교리(弘文館校理) 윤득경(尹得敬, 1702~1742)의 딸. 1726년 진사, 1736년 문과
            - 조카(양자) : 이광유(李光裕, 1761~1800) - 초명은 이광은(李光殷). 1783년 진사, 이조 판서(吏曹判書)를 증직.
            - 조카며느리 : 안동김씨(安東金氏[新]) - 김이인(金履仁)의 딸.

          - 형 : 이래(李來, 1739~?) - 1768년 진사
          - 형수 : 남양홍씨(南陽洪氏[唐]) - 홍익철(洪益喆, 1723~?)의 딸. 1750년 진사.
          - 형수 : 남양홍씨(南陽洪氏[唐]) - 홍계함(洪啓涵)의 딸
            - 조카(양자) : 이휘승(李輝承, 1771~?) - 본명 이광승(李光承). 능주목사(綾州牧使). 생부는 이숭(李崧).
            - 조카며느리 : 청풍김씨(淸風金氏) - 교리 김종선(金鍾善, 1741~?)의 딸. 1771년 문과.

## 관련 문화재
- 이채 초상 - 보물 제1483호